# أبرشية مينا (غليزان)
أبرشية مينا تكتب (باللاتينية: Dioecesis Minensis)كانت أبرشية مينا  سيفيتاس رومانية وأبرشية كاثوليكية رومانية في موريطنية القيصرية. وهي كرسي لقبي لكنيسة كاثوليكية.

## تاريخ
مدينة نوميدية تأسست في القرن2 ق.م قام الرومان باحتلالها عام 40 م بعد ضم الإمبراطور كاليغولا شمال إفريقيا للإمبراطورية الرومانية. وصارت مدينة سيفيتاس في موريطانية القيصرية.
تبعد مينا عن مدينة غليزان بـ 2 كلم جنوبا وما زالت بقايا الموقع ماثلة إلى الآن. كما مثلت أبرشية المدينة في مؤتمر قرطاج الكنسي سنة 484 و525م.

## أساقفة
- 484 : سيسيليو  والذي إلتحق لمجمع الذي عقده الملك هونيريك الوندالي في قرطاج
- 525 :  سيكوندينو والذي شارك في المجمع القرطاجي

## مقالات ذات صلة
- الدوناتية
- الأريوسية
- الكاثوليكية